# 呂格 (挪威)
呂格（挪威語：Rygge）是挪威原東福爾郡的一個市镇，2020年1月1日并入莫斯市镇。